# Langevelderslag

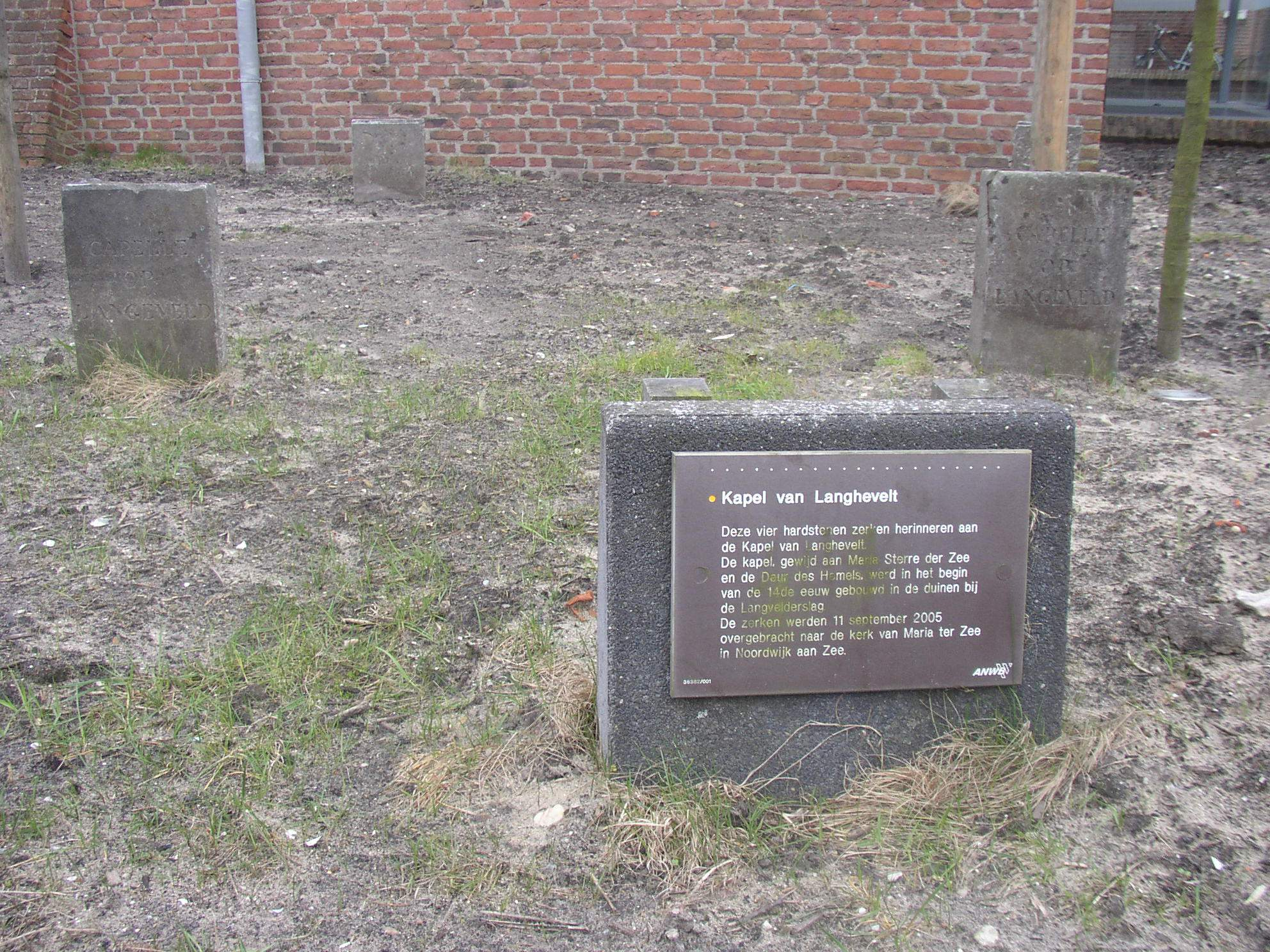
Vier hardstenen zuilen, gemaakt na verval van de Kapel van Langhevelt. Tekst op zuilen: Capelle op Langeveld

Langevelderslag is de naam van de in 1958 aangelegde verbinding (het slag) tussen het Langeveld en het geïsoleerd stuk strand behorende tot de Nederlandse gemeente Noordwijk. De verbinding ligt aan de noordzijde van Noordwijk halverwege het fietspad richting Zandvoort rond strandpaal 75. Het Langevelderslag loopt door de Amsterdamse Waterleidingduinen. Later werd ook het stuk strand dat hierdoor bereikbaar werd in de volksmond het Langevelderslag genoemd. Behalve als familiestrand is Langevelderslag bekend als een van de weinige startplaatsen voor zeilvliegers en als telplaats voor bijzondere vogels.
Begin 14e eeuw stond er op het huidige Langevelderslag, in de duinen, de Kapel in het Langeveld. De kapel was gewijd aan Maria Sterre der Zee en de Deur des Hemels. Na het verval van de kapel, die eigendom was van Graaf van Limburg Stirum, zijn in 2005 vier tussen 1840 en 1880 gemaakte hardstenen zuilen verplaatst naar de grond van de kerk Maria ter Zee, in Noordwijk aan Zee.

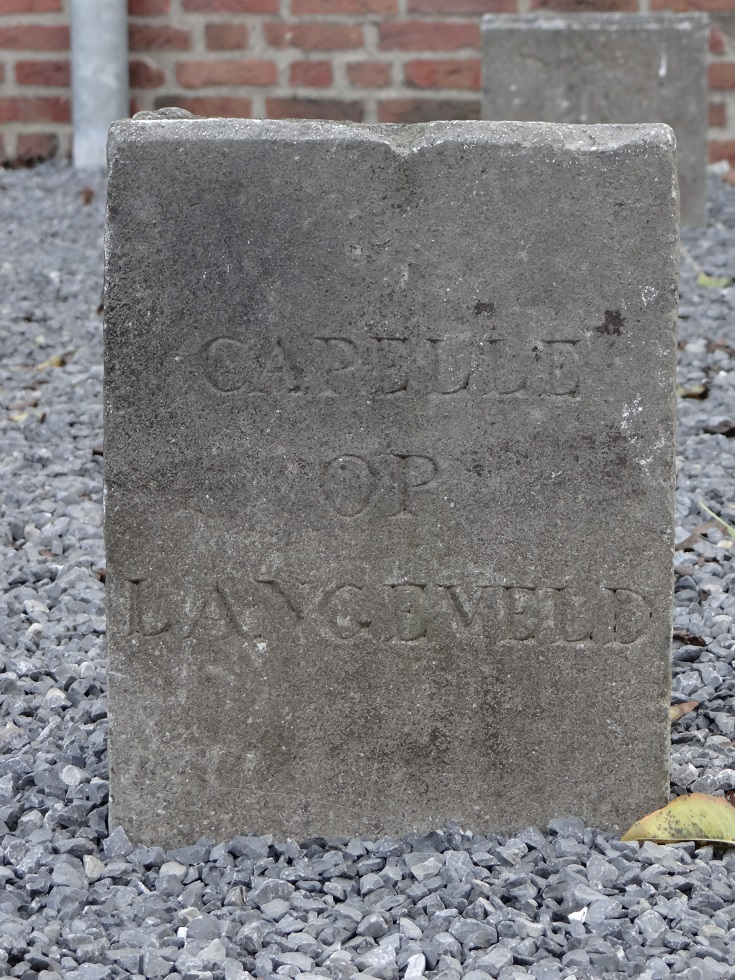
Een van de hardstenen zuilen (zerken)